# کلوریانگ
کلوریانگ (به انگلیسی: Koloriang) یک شهرک در هند است که در Kurung Kumey district واقع شده‌است. کلوریانگ ۲۴٬۳۰۰popul نفر جمعیت دارد و ۱٬۰۰۰ متر بالاتر از سطح دریا واقع شده‌است.